# Obunogi

Budowa ciała obunogów

Obunogi (Amphipoda) – rząd skorupiaków z gromady pancerzowców żyjący w pelagialu oceanicznym i w wodach słodkich. Są one na ogół niewielkich rozmiarów (od 1 do 340 mm, zazwyczaj około 10 mm). Ciało ich jest przeważnie bocznie spłaszczone i wyraźnie segmentowane. Nie mają karapaksu. Pierwszy segment tułowia zrasta się z głową. 3 pary odnóży odwłoka uczestniczą w płetwie ogonowej. Ich odnóża odwłokowe i tułowiowe podzielone są na dwie lub więcej grup, różniących się formą i funkcją – jedna grupa odnóży odwłokowych może służyć do pływania, a druga do skakania. Niektóre są pasożytami, ich rozwój jest prosty. W zapisie kopalnym znane od wczesnej kredy.

## Budowa ciała
Zwykle ciało mają bocznie spłaszczone, lecz występują też gatunki, przede wszystkim formy pelagiczne, o ciele cylindrycznym, a nawet zdarzają się formy o ciele spłaszczonym grzbietobrzusznie. Normalnie z głową zrasta się pierwszy terakomer, ale u Laemodipodea dwa segmenty. Pozostałe segmenty natomiast są wolne, tylko u pelagicznych Hyperiidea zrastają się między sobą. Często wyróżnia się część tułowiową – mezosomę, pierwsze trzy segmenty odwłoka – metasomę i końcowe segmenty – urosomę. U gatunków pelagicznych metasoma ma silnie rozwinięte odnóża pływne. U gatunków kroczących tyna część ciała jest słabiej rozwinięta. Telson jest zawsze bardzo mały, czasem rozszczepiony. U większości pierścienie tułowia są na bokach zaopatrzone w silnie rozwinięte płytki, które to skierowane są w płaszczyźnie równoległej do płaszczyzny symetrii ciała. Są to mocno rozpłaszczone części podstawowych członów odnóży. Na głowie obecne są oczy złożone, siedzące, jednak nie mają wyodrębnionych soczewek dla poszczególnych omatidiów. Czułki na ogół są dobrze rozwinięte, jednogałęziste, często u samców dłuższe. Narządy gębowe typu gryzącego. Żuwaczki i szczęki są dobrze rozwinięte. Pierwsza para odnóży tułowiowych funkcjonuje jako szczękonóże. Odnóża tułowiowe są jednogałęziste i są one zróżnicowane na dwie grupy. Pierwsze cztery pary nieco krótsze, lecz silniejsze, skierowane ku przodowi, a ich końcowe człony zakończone pazurem skierowanym ku tyłowi. Dwie pierwsze pary z silnie rozwiniętym pazurem są wyróżniane jako gnathopodia i są chwytne. Trzy pozostałe pary, wydłużone i smukłe, skierowane ku tyłowi, a ich końcowe człony ku przodowi. Odnóża odwłokowe są dwugałęziste i swoiście ukształtowane. Pierwsze trzy pary wieloczłonowe, silnie uszczecinione typu pływnego oraz trzy tylne, które określa się jako uropodia, są krótkie, sztywne i służą do odbicia zwierzęcia od podłoża.

## Układ pokarmowy
Układ ten zróżnicowany jest na żołądek i jelito, w postaci prostego przewodu. Od części przedniej jelita odchodzą do tyłu dwa lub cztery długie, cewkowate, ślepe uchyłki uważane za odpowiedniki wątrobo-trzustki. W części tylnej podobne, ale krótkie, nieparzyste lub parzyste na stronie grzbietowej, ciągnące się po tętnicę tylną.

## Układ wydalniczy
Naczynie krwionośne ściśle przylega do uchyłka, któremu przypisuje się funkcję ekskrecyjną. Oprócz tego jako narządy wydalnicze funkcjonują gruczoły czułkowe, a także [nefrocyty] w ścianach zatok żylnych.

## Układ oddechowy
Jako narządy oddychania służą skrzela (6 par na odnóżach tułowiowych 2–7 pary). U pewnych gatunków mogą też być niektóre pary uwstecznione. Ruch odnóży powoduje zmianę wody wokół skrzeli.

## Układ krążenia
Przez większą część grzbietu ciągnie się naczynie sercowe z trzema parami otworków. Krew (hemolimfa) z nóg i skrzeli przepływa do zatoki perykardialnej, a następnie do serca. Przez tętnicę przednią dochodzi do głowy, tętnicą tylną do odwłoku, a tętnicami bocznymi do narządów jamy ciała. U Amphipoda brak naczynia podnerwowego brzusznego.

## Układ rozrodczy
U samic powstają oostegity, zwykle na 4–7 parze odnóży tułowiowych. Obunogi są rozdzielnopłciowe, często o wyraźnym dymorfizmie płciowym. Samce zazwyczaj mają dłuższe czułki, silniej uzbrojone odnóża. Zarówno jajniki, jak i jądra, są kształtu cewkowatego, niezbyt długie. Oba nasieniowody uchodzą na płytkach koksalnych, kończąc się na szczycie dwu brodawek o charakterze narządu kopulacyjnego, Brak jest gonopodiów, tj. odnóży odwłokowych funkcjonujących jako narządy kopulacyjne. Jaja są noszone w komorze lęgowej aż do wyklucia młodych. Nie przechodzą przeobrażeń, wylęgające się z jaj młode są bardzo podobne do form dorosłych.

## Ekologia
Większość obunogów prowadzi drapieżny tryb życia. Często wśród drapieżnych form spotykamy się z wszystkożernością. Nieliczne odżywiają się drobnym pokarmem przecedzonym przez silnie urzęsione szczęki. Niektóre obunogi są pasożytami na skórze np. Cyamidae u waleni lub w kieszonkach płciowych meduz Leucothoe, albo w kanałach gąbek i jamach skrzelowych żachw.
Obunogi są zwykle bogato ubarwione. Wśród form głębinowych spotykamy wyjątkowo żywe barwy, żółte, czerwone, fiołkowe, niebieskie, wśród przybrzeżnych przeważnie w odcieniu zielonym, brunatnym i szarym. Kutykula ich jest stosunkowo silnie nasycona solami wapnia, a u niektórych z bogatą ornamentacją zewnętrzną w postaci kolców czy wyrostków. Formy pelagiczne są przezroczyste, podziemne – białawe i ślepe. Wiele gatunków silnie upodabnia się do podłoża, na którym żyją.
Obunogi zamieszkują przybrzeżne wody mórz, ale też i największe głębiny do 10 tys. metrów. Ponad 300 gatunków poznano w wodach Antarktyki, przy czym ok. 70% to formy specyficzne dla tych terenów. Swoista fauna głębinowych, słodkowodnych obunogów występuje w jeziorze Bajkał. Znane są też i gatunki pelagiczne, choć są znacznie mniej liczne. Gatunki planktonowe, poza dużą przezroczystością ciała i małymi rozmiarami, odznaczają się zwięzłą budową, a ich tkanki są silnie przepojone wodą. Obunogi spotykamy też w wodach słonawych i słodkich, a nawet w wodach podziemnych. Znanych jest też wiele gatunków plażowych, żyjących w strefie zalewu fal.